# Campo de Gibraltar
Campo de Gibraltar ist eine der sechs Comarcas (dt.: Region, Landkreis) der Provinz Cádiz in der Autonomen Gemeinschaft Andalusien im äußersten Süden Spaniens. Sie ist nach dem Fels von Gibraltar benannt, der von der gesamten Comarca aus sichtbar ist. Campo de Gibraltar ist das südlichste Gebiet der iberischen Halbinsel und des europäischen Festlandes, an ihrer Südspitze liegt die Punta de Tarifa. Wie alle Comarcas der Autonomen Gemeinschaft Andalusien wurde sie mit Wirkung zum 28. März 2003 eingerichtet.

## Geographie
| La Janda           | La Janda Serranía de Ronda                  | Serranía de Ronda |
| Atlantischer Ozean | Kompassrose, die auf Nachbargemeinden zeigt | Mittelmeer        |
| Atlantischer Ozean | Straße von Gibraltar                        | Mittelmeer        |

## Gemeinden
| Gemeinde                   | Einwohner (2024) | Fläche km² | Dichte Einw./km² | Cod INE | Postleitzahl                       |
| -------------------------- | ---------------- | ---------- | ---------------- | ------- | ---------------------------------- |
| Algeciras                  | 124.978          | 85,80      | 1.457            | 11004   | 11200–11209                        |
| Los Barrios                | 24.404           | 331,33     | 74               | 11008   | 11370                              |
| Castellar de la Frontera   | 2.976            | 178,84     | 17               | 11013   | 11349, 11350                       |
| Jimena de la Frontera      | 6.695            | 297,09     | 23               | 11021   | 11330, 11339                       |
| La Línea de la Concepción  | 64.177           | 19,27      | 3.330            | 11022   | 11300                              |
| San Martín del Tesorillo   | 2.739            | 48,57      | 56               | 11903   | 11340                              |
| San Roque                  | 34.190           | 146,88     | 233              | 11033   | 11310 – 11314, 11360, 11368, 11369 |
| Tarifa                     | 18.664           | 419,67     | 44               | 11035   | 11380                              |
| Comarca Campo de Gibraltar | 278.823          | 1.527,45   | 183              | –       | –                                  |